# Клевіль (Приморська Сена, Cléville)
Клеві́ль (фр. Cléville) — муніципалітет у Франції, у регіоні Нормандія, департамент Приморська Сена. Населення — 144 особи (01.01.2021).
Муніципалітет розташований на відстані близько 155 км на північний захід від Парижа, 45 км на північний захід від Руана.

## Назва
У департаменті Приморська Сена є два муніципалітети, назви яких передаються українською як Клевіль: Cléville (вимова \kle.vil\) та Cleuville (вимова \klø.vil\). Обидва муніципалітети знаходяться в окрузі Авр, кантоні Сен-Валері-ан-Ко та входять до об'єднання муніципалітетів Кер-де-Ко (фр. Cœur de Caux). З огляду на неможливість розрізнити ці муніципалітети інакше в українській Вікіпедії як уточнення використані оригінальні назви.

## Історія
До 2015 року муніципалітет перебував у складі регіону Верхня Нормандія. Від 1 січня 2016 року належить до нового об'єднаного регіону Нормандія.

## Демографія
Динаміка населення (INSEE ):
Розподіл населення за віком та статтю (2006):
| Стать | Всього | До 15 років | 15-24 | 25-44 | 45-64 | 65-85 | Понад 85 |
| --- | ------ | ----------- | ----- | ----- | ----- | ----- | -------- |
| Чоловіки | 92     | 20          | 16    | 16    | 28    | 12    | 0        |
| Жінки | 68     | 12          | 8     | 24    | 20    | 4     | 0        |
| \| Статево-вікова піраміда \| Статево-вікова піраміда \| Статево-вікова піраміда \| \| ----------------------- \| ----------------------- \| ----------------------- \| \| Чоловіки \| Вік \| Жінки \| \| 0 \| 85 + \| 0 \| \| 4 \| 80-84 \| 4 \| \| 4 \| 75-79 \| 0 \| \| 4 \| 70-74 \| 0 \| \| 0 \| 65-69 \| 0 \| \| 4 \| 60-64 \| 8 \| \| 8 \| 55-59 \| 4 \| \| 12 \| 50-54 \| 4 \| \| 4 \| 45-49 \| 4 \| \| 4 \| 40-44 \| 4 \| \| 0 \| 35-39 \| 4 \| \| 12 \| 30-34 \| 8 \| \| 0 \| 25-29 \| 8 \| \| 8 \| 20-24 \| 4 \| \| 8 \| 15-20 \| 4 \| \| 0 \| 10-14 \| 0 \| \| 12 \| 5-9 \| 8 \| \| 8 \| 0-4 \| 4 \| |        |             |       |       |       |       |          |
| Статево-вікова піраміда |        |             |       |       |       |       |          |
| Чоловіки | Вік    | Жінки       |       |       |       |       |          |
| 0 | 85 +   | 0           |       |       |       |       |          |
| 4 | 80-84  | 4           |       |       |       |       |          |
| 4 | 75-79  | 0           |       |       |       |       |          |
| 4 | 70-74  | 0           |       |       |       |       |          |
| 0 | 65-69  | 0           |       |       |       |       |          |
| 4 | 60-64  | 8           |       |       |       |       |          |
| 8 | 55-59  | 4           |       |       |       |       |          |
| 12 | 50-54  | 4           |       |       |       |       |          |
| 4 | 45-49  | 4           |       |       |       |       |          |
| 4 | 40-44  | 4           |       |       |       |       |          |
| 0 | 35-39  | 4           |       |       |       |       |          |
| 12 | 30-34  | 8           |       |       |       |       |          |
| 0 | 25-29  | 8           |       |       |       |       |          |
| 8 | 20-24  | 4           |       |       |       |       |          |
| 8 | 15-20  | 4           |       |       |       |       |          |
| 0 | 10-14  | 0           |       |       |       |       |          |
| 12 | 5-9    | 8           |       |       |       |       |          |
| 8 | 0-4    | 4           |       |       |       |       |          |

## Економіка
2010 року серед 104 осіб працездатного віку (15—64 років) 83 були активними, 21 — неактивною (показник активності 79,8%, у 1999 році було 64,2%). З 83 активних мешканців працювали 72 особи (46 чоловіків та 26 жінок), безробітними було 11 (4 чоловіки та 7 жінок). Серед 21 неактивної 5 осіб було учнями чи студентами, 7 — пенсіонерами, 9 були неактивними з інших причин.

У 2010 році в муніципалітеті числилось 62 оподатковані домогосподарства, у яких проживали 163,5 особи, медіана доходів виносила 18 594 євро на одного особоспоживача